# 小行星6642
小行星6642（英語：6642 Henze）是一颗围绕太阳公转的小行星。1990年10月26日，浦田武在清水町发现了此天体。
这颗小行星的绝对星等为59.17759等。